# Georg Jacoby
Georg Jacoby, all'anagrafe Georg Gustav Franz Jacoby, (Magonza, 21 luglio 1882 – Monaco di Baviera, 21 febbraio 1964), è stato un regista, sceneggiatore e produttore cinematografico tedesco.
Talvolta, usò anche il nome George Jacoby.

## Biografia
Per un breve periodo, negli anni venti, fu sposato all'attrice Elga Brink, con cui girò anche alcuni film.
Il suo nome però fu legato soprattutto a quello della celebre Marika Rökk. Sposati dal 1941, i due restarono uniti tutta la vita, fino alla morte di Jacoby. Dal loro matrimonio nacque Gabriele Jacoby che intraprese anche lei la carriera di attrice.
Jacoby morì a Monaco di Baviera il 21 febbraio 1964 all'età di ottant'anni.

## Filmografia

### Sceneggiatore (parziale)
- Dem Licht entgegen, regia di Georg Jacoby (1918)
- Schneider Wibbel, regia di Manfred Noa (1920)
- Ossy e i suoi cani (Hundemamachen), regia di Rudolf Biebrach (1920)
- Vendetta indiana (Indische Rache), regia di Georg Jacoby e Léo Lasko (1920)
- Man soll es nicht für möglich halten o Maciste und die Javanerin, regia di Uwe Jens Krafft (1922)
- So sind die Männer, regia di Georg Jacoby (1923)
- Quo vadis?, regia di Gabriellino D'Annunzio e Georg Jacoby (1924)
- Il torneo delle maschere (Der Faschingskönig), regia di Georg Jacoby (1928)
- Die Czardasfürstin, regia di Georg Jacoby (1934)
- Voglio essere amata (Hab mich lieb), regia di Harald Braun (1942)
- Pension Schöller, regia di Georg Jacoby (1952)
- Pension Schöller, regia di Georg Jacoby (1960)

### Produttore
- Das Paradies im Schnee, regia di Georg Jacoby (1923)
- Die Frau ohne Namen - 1. Teil, regia di Georg Jacoby (1927)
- Die Frau ohne Namen - 2. Teil, regia di Georg Jacoby (1927)
- Die Insel der verbotenen Küsse, regia di Georg Jacoby (1927)
- Liebe im Rausch, regia di Georg Jacoby (1927)
- Die Jagd nach der Braut, regia di Georg Jacoby (1927)
- Das Frauenhaus von Rio, regia di Hans Steinhoff (1927)
- Ledige Mütter, regia di Fred Sauer (1928)
- Angst - Die schwache Stunde einer Frau, regia di Hans Steinhoff  (1928)
- Quartiere latino (Quartier Latin), regia di Augusto Genina (1929)
- Voglio essere amata (Hab mich lieb), regia di Harald Braun (1942)
- Maske in Blau, regia di Georg Jacoby (1953)

### Montatore
- Il paradiso nella neve (Das Paradies im Schnee), regia di Georg Jacoby (1923)